# خاراگوش

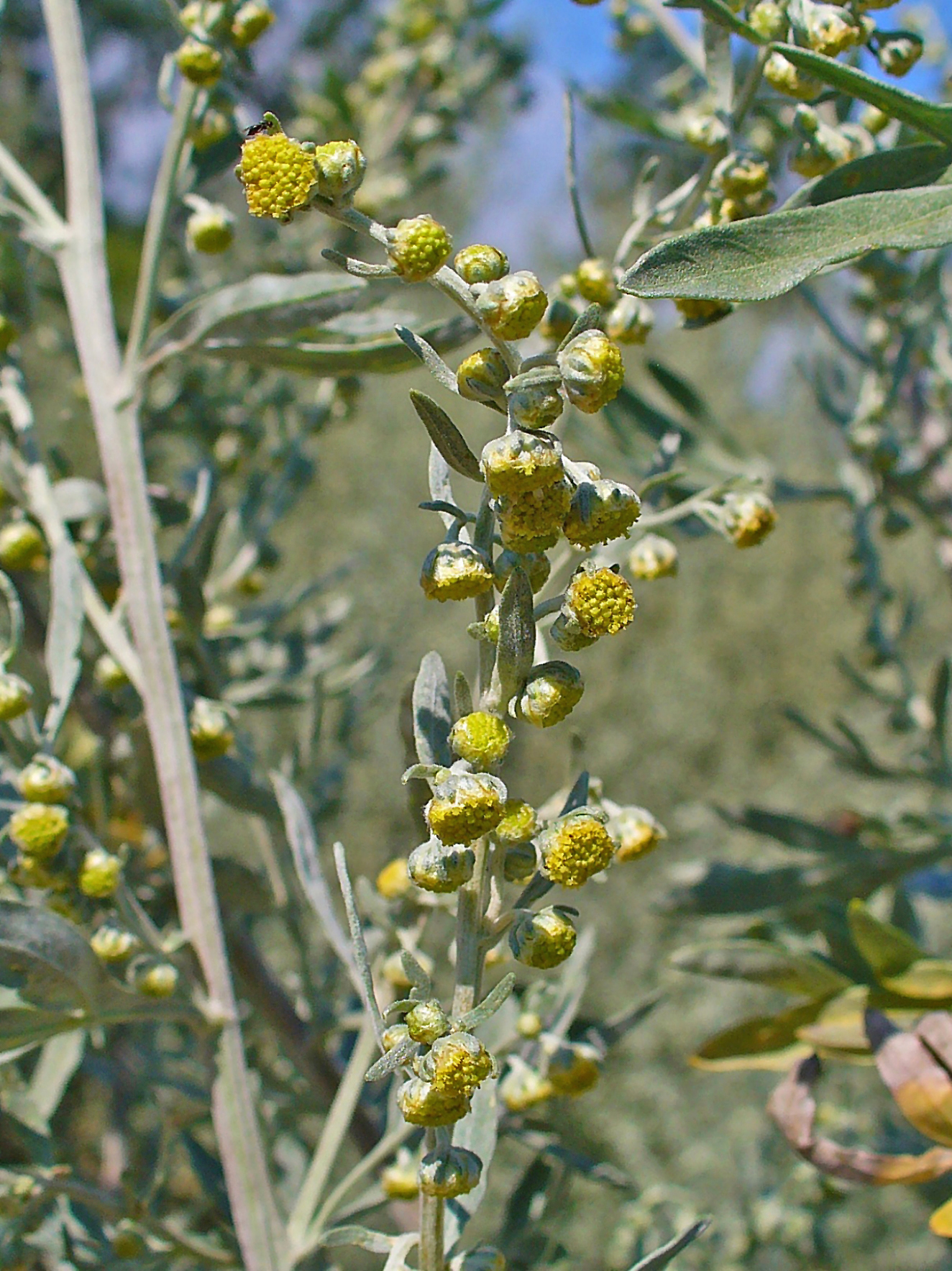
خوشه خاراگوش

خاراگوش یا آرتمیسیا آبسینتیوم (Wormwood, Grand Wormwood, Absinthe, Absinthium, Absinthe Wormwood, Mugwort, Wermout, Wermud, Wwormit, Wormod) گیاهی است علفی، پایا، به ارتفاع ۸۰–۱۲۰ سانتیمتر. گیاهی است دارویی و در طب سنتی برای دفع کرم روده استفاده می‌شده‌است. هم‌چنین یکی از مواد تشکیل‌دهنده در شراب ورموت است. این گیاه به علت دارا بودن توژون خاصیت روانگردان دارد.

## سایر نام‌ها
افسنتین، افسنطین، افسنتین کبیر، مروه، کشوثای رومی، خترق، قورت اودی، سینسوس، مجری، ربل، دسیسه، شیح رومی، افسنتین رومی، اسبسنت، سلیسینوس، افنیثون، کمثوثا، گول‌هه‌نگ، واش، افسنتین بحری، شیح، افسنتین صغیر، ابسنتین

## کاربرد
خاراگوش یکی از مواد اصلی نوشیدنی ابسنث است و هم‌چنین برای معطر کردن در نوشیدنی‌هایی مثل ورموت، شراب و پلینکوواک به کار می‌رود. در قدیم به عنوان چاشنی در می‌انگبین استفاده می‌شده و در مراکش به همراه چای مصرف می‌کردند.

## خواص
اندام دارویی این گیاه را سرشاخه‌های گلدار و برگ‌ها تشکیل می‌دهند و مادهٔ مؤثرهٔ آن ماده تلخ(آبسینتین)، اسانس(آلفا توجون و استات کریزانتنیل) است.

## روش مصرف
به‌صورت دم کرده با آب داغ ( تا ۳ گرم از گیاه خشک در روز) قبل یا بعد از غذا مصرف می‌شود. برای مصارف خوراکی می‌توان از محصولات جامد تهیه شده از خاراگوش، عصاره یا تنتور آن استفاده کرد.

## فواید و موارد استفاده خاراگوش
خاراگوش از دیرباز به دلیل خواص تسکین دهندگی درد و ضدالتهاب آن مورد توجه بوده است. به عنوان مثال دیده شده که این گیاه به تسکین آرتروز که یک بیماری دردناک ناشی از التهاب مفاصل است، کمک می کند.
در یک مطالعه 4 هفته ای روی 90 بزرگسال مبتلا به استئوآرتریت زانو، استفاده از پماد پوستی 3٪ افسطنین به صورت 3 بار در روز، به بهبود سطح درد و عملکرد فیزیکی کمک کرد. با این حال گفتنی است که این ترکیب نتوانست خشکی عضلانی را کاهش دهد.
همچنین لازم به ذکر است که خود گیاه به تنهایی هرگز نباید مستقیما روی پوست مالیده شود، زیرا ترکیبات آن بیش از حد غلیظ است و می تواند منجر به سوختگی های دردناک شود.

### نکات مهم مصرف
مصرف این گیاه در بارداری و شیردهی و مبتلایان به خونریزی‌های داخلی ممنوع می‌باشد. اگر به مقدار زیاد مصرف شود باعث موارد زیر شود:
- مسمومیت
- تشنج عصبی
- صرع[۳]